# 筛菌目
筛菌目（学名：Cribrariales）是变形虫纲下的一个目。

## 下属分类
本目包括以下科：
- 筛菌科 Cribrariaceae
- 线筒菌科 Dictydiaethaliaceae
- 无丝菌科 Liceaceae
- 李司忒氏菌属 Listerellaceae
- 假丝黏菌科 Reticulariaceae
- 筒菌科 Tubiferaceae